# Америчка Самоа на Летњим олимпијским играма 2008.
Америчкој Самои је ово било шесто учешће на Летњим олимпијским играма. Делегација Америчке Самое је на Олимпијским играма 2008. у Пекингу била заступљена са 4 учесника од који су била 2 мушкарца и 2 жене у 3 спорта. Најстарији учесник у екипи била је пливачица Вирџинија Фармер (32), а најмлађи атлетичар Шанахан Санитоа са 19 година.
Олимпијска екипа Америчке Самое је била у групи земаља које нису освојиле ниједну медаљу.
Заставу Америчке Самое на свечаном отварању Олимпијских игара 2008. носила је џудисткиња Силулу Аетону.

## Учесници по дисциплинама
| Спорт     | Мушкарци | Жене | Укупно |
| --------- | -------- | ---- | ------ |
| Атлетика  | 1        | 0    | 1      |
| Пливање   | 1        | 1    | 2      |
| Џудо      | 0        | 1    | 1      |
| Укупно(3) | 2        | 2    | 4      |

## Атлетика
Тркачке дисциплине
| Атлетичар Лични рекорд | Дисциплина | Група    | Група | Четвртфинале     | Четвртфинале     | Полуфинале       | Полуфинале       | Финале           | Финале           | Детаљи |
| Атлетичар Лични рекорд | Дисциплина | Резултат | Место | Резултат         | Место            | Резултат         | Место            | Резултат         | Место            | Детаљи |
| ---------------------- | ---------- | -------- | ----- | ---------------- | ---------------- | ---------------- | ---------------- | ---------------- | ---------------- | ------ |
| Шанахан Санитоја       | 100 м      | 12,60 ЛР | 80/80 | Није се пласирао | Није се пласирао | Није се пласирао | Није се пласирао | Није се пласирао | Није се пласирао | 80     |

## Пливање

### Мушкарци
| Пливач            | Дисциплина    | Група | Група   | Полуфинале       | Полуфинале       | Финале           | Финале           | Детаљи |
| Пливач            | Дисциплина    | Време | Пласман | Време            | Пласман          | Време            | Пласман          | Детаљи |
| ----------------- | ------------- | ----- | ------- | ---------------- | ---------------- | ---------------- | ---------------- | ------ |
| Стјуарт Гленистер | 50 м слободно | 24,56 | 71/97   | Није се пласирао | Није се пласирао | Није се пласирао | Није се пласирао |        |

### Жене
| Пливач           | Дисциплина    | Група | Група   | Полуфинале        | Полуфинале        | Финале            | Финале            | Детаљи |
| Пливач           | Дисциплина    | Време | Пласман | Време             | Пласман           | Време             | Пласман           | Детаљи |
| ---------------- | ------------- | ----- | ------- | ----------------- | ----------------- | ----------------- | ----------------- | ------ |
| Вирџинија Фармер | 50 м слободно | 28,82 | =62/92  | Није се пласирала | Није се пласирала | Није се пласирала | Није се пласирала |        |

## Џудо

### Жене
| Такмичарка    | Дисциплина | Квалификације                           | 1 коло (32)       | 2 коло (16)        | Четвртфинале       | Полуфинале         | 1 коло репасаж    | Четвртфинале репасаж | Полуфинале репасаж | Финал             |
| Такмичарка    | Дисциплина | Противник Резултат                      | Противнк Резултат | Противник Резултат | Противник Резултат | Противник Резултат | Противнк Резултат | Противник Резултат   | Противник Резултат | Пласман           |
| ------------- | ---------- | --------------------------------------- | ----------------- | ------------------ | ------------------ | ------------------ | ----------------- | -------------------- | ------------------ | ----------------- |
| Силулу Аетону | -63 кг     | Anna von Harnier Немачка Пор. 1000-0000 | Није се пласирала | Није се пласирала  | Није се пласирала  | Није се пласирала  | Није се пласирала | Није се пласирала    | Није се пласирала  | Није се пласирала |